# Park City (Tennessee)
Park City es un lugar designado por el censo ubicado en el condado de Lincoln en el estado estadounidense de Tennessee. En el Censo de 2010 tenía una población de 2.442 habitantes y una densidad poblacional de 171,96 personas por km².

## Geografía
Park City se encuentra ubicado en las coordenadas 35°4′18″N 86°34′50″O / 35.07167, -86.58056. Según la Oficina del Censo de los Estados Unidos, Park City tiene una superficie total de 14.2 km², de la cual 14.15 km² corresponden a tierra firme y (0.35%) 0.05 km² es agua.

## Demografía
Según el censo de 2010, había 2.442 personas residiendo en Park City. La densidad de población era de 171,96 hab./km². De los 2.442 habitantes, Park City estaba compuesto por el 94.76% blancos, el 3.85% eran afroamericanos, el 0.25% eran amerindios, el 0.2% eran asiáticos, el 0% eran isleños del Pacífico, el 0.25% eran de otras razas y el 0.7% pertenecían a dos o más razas. Del total de la población el 2.21% eran hispanos o latinos de cualquier raza.